# Vipo i przyjaciele
Vipo i przyjaciele (ang. Vipo – Adventures of The Flying Dog, 2005–2007) – serial animowany produkcji niemieckiej. Zawiera 26 odcinków. Premiera w Polsce: 23 czerwca 2010 w paśmie Wieczorynki. Serial zrealizowany w technologii 3D. Od 20 listopada 2014 roku serial jest nadawany na kanale TVP ABC

## Wersja polska

### Czołówka
W wersji polskiej udział biorą:
- Bogna Woźniak - Pies Vipo
- Edyta Skarżyńska - Bocian Henio
- Aldona Struzik - Kotka Becia
- Monika Szalaty
- Izabela Czyż
- Adam Cywka
- Krzysztof Grębski
- Marian Czerski
- Grzegorz Wojdon
- Miłogost Reczek
- Wojciech Ziemiański - Narrator

i inni

### Końcówka
Wersja polska: HAGI FILM I VIDEO WROCŁAW

Reżyseria: Igor Kujawski

Dialogi: Kaja Sikorska

Produkcja: Piotr Skotnicki

Realizacja: Robert Maniak i Jacek Kaźmierczak

Piosenkę czołówkową wykonały: dziewczynki ze Studium Piosenki we Wrocławiu
Lektor tyłówki: Wojciech Ziemiański

## Bohaterowie
- Vipo – latający pies
- Henio – bocian
- Becia – pluszowa kotka na deskorolce

### Pozostali bohaterowie
- Billy – byk (odc. 6)
- King Kong – goryl (odc. 19)
- Koko – słoń (odc. 15)
- Mysz dyrygent (odc. 1)
- Jundeg – kameleon (odc. 2)
- Molly – żyrafa (odc. 22)
- Yall – kruk, który odstrasza czkawki (odc. 2,13)

i inni

## Odcinki i wieczorynka w TVP ABC
- Seria I – 20 11 2017

### Spis odcinków
| Premiera odcinka w Polsce         | N/o | Polski tytuł                                  | Angielski tytuł                               | Kraj              |
| --------------------------------- | --- | --------------------------------------------- | --------------------------------------------- | ----------------- |
|                                   |     |                                               |                                               |                   |
| SERIA PIERWSZA                    |     |                                               |                                               |                   |
|                                   |     |                                               |                                               |                   |
| wieczorynka 20 11 2017 godz 19:35 | 01  | Salzburg – Muzyczna czkawka                   | Salzburg – Musical hiccups                    | Austria           |
|                                   |     |                                               |                                               |                   |
| 23 11 2017 godz 12:05             | 02  | Wiedeń – Ratujmy cesarską koronę              | Vienna – Saving the empress’ crown            | Austria           |
|                                   |     |                                               |                                               |                   |
| 26 11 2017 godz 18:20             | 03  | Wenecja – Porwanie Beci                       | Venice – Betty kidnapped                      | Włochy            |
|                                   |     |                                               |                                               |                   |
| 01 12 2017 godz 9:00              | 04  | Rzym – Fontanna di Trevi i spełnione życzenia | Rome – A trevi fountain wish comes true       | Włochy            |
|                                   |     |                                               |                                               |                   |
| 02 12 2017 godz 12:50             | 05  | Madryt – Billy zwycięzca                      | Madrid – Billy must win                       | Hiszpania         |
|                                   |     |                                               |                                               |                   |
| 03 12 2017 godz 15:00             | 06  | Sewilla – Cyrulik sewilski                    | Seville – The dog barber of Seville           | Hiszpania         |
|                                   |     |                                               |                                               |                   |
| wieczorynka 04 12 2017 godz 19:35 | 07  | Paryż – Królestwo rogalików i bagietek        | Paris – The kings of croissants and baguettes | Francja           |
|                                   |     |                                               |                                               |                   |
| 05 12 2017 godz 11:45             | 08  | Hamburg – Kłopoty w zoo                       | Hamburg – Zoo problems                        | Niemcy            |
|                                   |     |                                               |                                               |                   |
| 06 12 2017 godz 16:00             | 09  | Monachium – Psi turniej                       | Munich – The munich dog competition           | Niemcy            |
|                                   |     |                                               |                                               |                   |
| 07 12 2017 godz 14:00             | 10  | Szwajcaria – Przygoda na stoku                | Switzerland – A swiss skiing adventure        | Szwajcaria        |
|                                   |     |                                               |                                               |                   |
| 26 12 2017 godz 12:15             | 11  | Amsterdam – Zaginiony wiatrak                 | Amsterdam – The missing windmill              | Holandia          |
|                                   |     |                                               |                                               |                   |
| 31 12 2017 godz 16:40             | 12  | Londyn – Kruki z londyńskiej twierdzy         | London – The ravens of the london tower       | Wielka Brytania   |
|                                   |     |                                               |                                               |                   |
| 02 01 2018 godz 15:00             | 13  | Szkocja – Spódnica dla Nessi                  | Scotland – Nessy’s kilt                       | Szkocja           |
|                                   |     |                                               |                                               |                   |
| wieczorynka 10 01 2018 godz 19:35 | 14  | Skandynawia – Zgubiony prezent gwiazdkowy     | Scandinavia – The lost christmas gifts        | –                 |
|                                   |     |                                               |                                               |                   |
| 20 01 2018 godz 17:10             | 15  | Moskwa – Głodny syberyjski tygrys             | Moscow – The siberian tiger is hungry         | Rosja             |
|                                   |     |                                               |                                               |                   |
| 26 01 2018 godz 14:00             | 16  | Ateny – Olimpiada zwierząt                    | Athens – The animal olympics                  | Grecja            |
|                                   |     |                                               |                                               |                   |
| wieczorynka 30 01 2018 godz 19:35 | 17  | Egipt – Tajemnica piramidy                    | Egypt – A pyramid mystery                     | Egipt             |
|                                   |     |                                               |                                               |                   |
| 07 02 2018 godz 11:25             | 18  | Afryka – Król Kongo                           | Africa – King congo                           | –                 |
|                                   |     |                                               |                                               |                   |
| wieczorynka 20 02 2018 godz 19:35 | 19  | Indie – Kłopoty z pamięcią słonia             | India – The elephant with bad memory          | Indie             |
|                                   |     |                                               |                                               |                   |
| 05 03 2018 godz 9:55              | 20  | Australia – Koala i kangur                    | Australia – The koala and the kangaroo        | Australia         |
|                                   |     |                                               |                                               |                   |
| 06 03 2018 godz 10:45             | 21  | Brazylia – Bezzębny krokodyl                  | Brazil – The crocodile who lost his teeth     | Brazylia          |
|                                   |     |                                               |                                               |                   |
| 15 03 2018 godz 13:50             | 22  | Meksyk – Tajemnica skarbu Majów               | Mexico – The maya treasure mystery            | Meksyk            |
|                                   |     |                                               |                                               |                   |
| 20 03 2018 godz 14:00             | 23  | Nowy Jork – Wujek Florian                     | New York – Uncle Florence                     | Stany Zjednoczone |
|                                   |     |                                               |                                               |                   |
| wieczorynka 23 03 2018 godz 19:35 | 24  | Japonia – Przyjaciele Akiro                   | Japan – Akiro’s Friends                       | Japonia           |
|                                   |     |                                               |                                               |                   |
| wieczorynka 23 03 2018 godz 19:35 | 25  | Chiny – Egzamin na wojownika Ninja            | China – The Chinese Ninja Test                | Chiny             |
|                                   |     |                                               |                                               |                   |
| 01 04 2018 godz 14:20             | 26  | Vipoland – Nie ma jak w domu                  | Home Sweet Home                               | –                 |
|                                   |     |                                               |                                               |                   |